# François Courvoisier
François Benjamin Courvoisier (overleden 6 juli 1840) was de moordenaar van Lord William Russell.
Courvoisier was de Zwitserse knecht van Russell. Na zijn arrestatie kwam er een proces. Dat proces verliep opmerkelijk. Aanvankelijk leken er slechts indirecte en weinig steekhoudende bewijzen te zijn voor de schuld van Courvoisier. Zijn verdediger, Charles Phillips, was dan ook overtuigd van de onschuld van zijn cliënt. Voordat de tweede procesdag begon, vertelde Courvoisier aan Phillips dat hij wel degelijk zijn baas de keel had doorgesneden. "He just moved his arm a little; he never spoke a word." Toen de advocaat hem vroeg of hij deze schuldigverklaring aan de rechtbank moest voorleggen, zei Courvoisier: "No, sir, I expect you to defend me to the utmost." Dit stelde Phillips voor een dilemma: moest hij de vertrouwelijkheid van de relatie tussen cliënt en advocaat verbreken, of moest hij ervoor zorgen dat een schuldig man niet veroordeeld werd? Uiteindelijk koos hij voor het tweede. Tevergeefs, omdat Courvoisier schuldig werd bevonden, ter dood werd veroordeeld, en op 6 juli 1840 werd opgehangen.
Naderhand vertelde Phillips dat hij wist dat zijn cliënt schuldig was. Zijn keuze om een moordenaar te verdedigen riep heftige reacties op. In de vakliteratuur is dit voorval vaak naar voren gehaald als het ging om de ethiek in de rechtszaal.
François Courvoisier kreeg een beeld bij de Londense Madame Tussaud.